# Bunium balearicum
Bunium balearicum es una especie de planta herbácea perteneciente a la familia de las apiáceas.

## Descripción
Género de taxonomía compleja y que en Aragón, a la espera de poder estudiar el material recientemente recolectado, estaría únicamente representado por un taxón.
Siguiendo el criterio de G. Mateo & S. López Udias en Flora ibérica (Vol X), los ejemplares de Aragón corresponderían a esta planta si bien la longitud de las brácteas no alcanza los 10 mm (10-20 mm para esta especie según Flora ibérica).
Este género se distingue de Conopodium por presentar normalmente numerosas brácteas y el estilopodio abruptamente contraído hacia los estilos.

## Distribución
Aunque la distribución está mal conocida, se supone endémica del este de la península ibérica desde la cuenca media del Ebro hasta Jaén y Baleares (cf Flora ibérica, vol X), principalmente por las provincias de Valencia, Alicante, Zaragoza, Jaén, Albacete y en las Islas Baleares.

## Hábitat
Se ubica en claros de matorral termófilo (romeral con Linum suffruticosum) y en los márgenes de cultivo de cereal adyacentes. En general, parece vivir en márgenes de cultivo, cunetas y terrenos incultos.  Parece preferir suelos margoso-calizos y pedregosos.

## Taxonomía
La especie fue descrita originalmente como Bulbocastanum balearicum por Étienne Marcellin Granier-Blanc (Hermano Sennen) y publicado en Boletín de la Sociedad Ibérica de Ciencias Naturales 27: 138, en 1928, actualmente es tanto un sinónimo como el basónimo de esta; y ulteriormente sería transferida al género Bunium por Gonzalo Mateo y Silvia López Udias en Anales del Jardín Botánico de Madrid 57(1): 229, en 1999.

#### Etimología
Ver: Bunium
balearicum: epíteto geográfico que alude a su localización en las Islas Baleares.